# Cyneferth (Rochester)
Cyneferth (auch Cynefrith;† zwischen 923 und 934) war Bischof von Rochester. Er wurde zwischen 909 und 926 zum Bischof geweiht und trat sein Amt in diesem Zeitraum an. Er starb zwischen 923 und 934.